# XXVI legislatura del Regno d'Italia

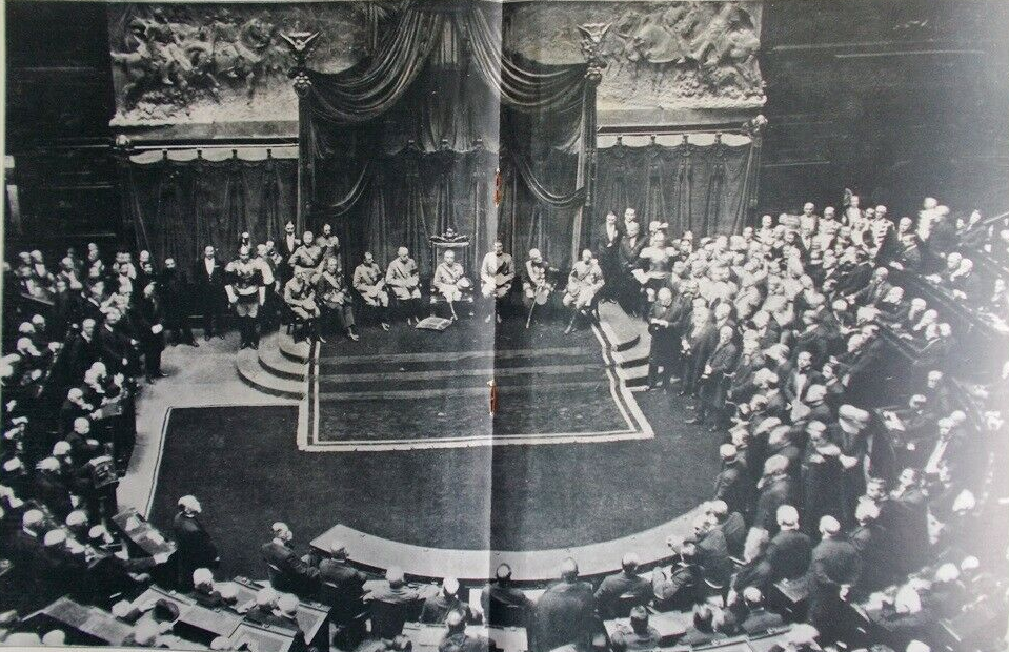
S.M. Re Vittorio Emanuele III inaugura la XXVI legislatura. S.E. il Presidente del Consiglio Giovanni Giolitti fa l'appello dei nuovi Deputati della Legislatura

La XXVI legislatura del Regno d'Italia ebbe inizio l'11 giugno 1921 e si concluse il 25 gennaio 1924.

## Governi
Governi formati dai Presidenti del Consiglio dei ministri su incarico reale.
1. Governo Giolitti V (15 giugno 1920 - 4 luglio 1921), presidente Giovanni Giolitti
  - Composizione del governo: Liberali, Partito Popolare, Partito Socialista Riformista Italiano, Partito Radicale Italiano, Democratico-sociali, Indipendenti
2. Governo Bonomi I (4 luglio 1921 - 26 febbraio 1922), presidente Ivanoe Bonomi (PSRI)
  - Composizione del governo: Liberali, Partito Popolare, Partito Socialista Riformista Italiano, Democratico-sociali, Indipendenti
3. Governo Facta I (26 febbraio 1922 - 1º agosto 1922), presidente Luigi Facta (PLI)
  - Composizione del governo: Liberali, Partito Popolare, Partito Socialista Riformista Italiano, Partito Radicale Italiano, Democratico-sociali, Partito Agrario Siciliano
4. Governo Facta II (1º agosto 1922 - 31 ottobre 1922), presidente Luigi Facta (PLI)
  - Composizione del governo: Liberali, Partito Popolare, Partito Socialista Riformista Italiano, Partito Radicale Italiano, Democratico-sociali
5. Governo Mussolini (31 ottobre 1922 - 25 luglio 1943), presidente Benito Mussolini (PNF)
  - Composizione del governo: Partito Nazionale Fascista, Liberali (fino al 1º luglio 1924), Partito Popolare (fino al 27 aprile 1923), Democratico-sociali (fino al 5 febbraio 1924), Indipendenti.

## Parlamento

### Camera dei deputati
La Camera è formata dai deputati eletti nelle elezioni politiche del 1921.
- Presidente
  - Enrico De Nicola, dall'11 giugno 1921 al 25 gennaio 1924

Nella legislatura la Camera tenne 242 sedute.

### Senato del Regno
- Presidente
  - Tommaso Tittoni, dall'11 giugno 1921 al 25 gennaio 1924

Nella legislatura il Senato tenne 172 sedute.